# 東中學校前臨時乘降場
東中學校前臨時乘降場（日语：／ Higashichūgakkō-mae karijōkō-ba */?）是位於新潟縣新發田市五十公野，日本國有鐵道（國鐵）的赤谷線臨時乘降場（廢站）。隨著赤谷線廢線，臨時乘降場在1984年（昭和59年）4月1日廢除。此臨時乘降場位於新發田市內，而赤谷線沿線4間中學整合下，新設了東中學。為了方便學生上下學，便開設了此臨時乘降場。

## 歷史
- 1973年（昭和48年）4月1日 - 日本國有鐵道赤谷線東中學校前臨時乘降場（局（日语：鉄道管理局）設定）啟用[1][2]。
- 1984年（昭和59年）4月1日 - 車站廢除[1]。

## 車站構造
截至車站廢除前，車站是一座地面車站，設有1面1線的單式月台。候車室使用預製組件。車站距離新發田起點2.9公里（實際距離，未有設定營業距離）。

## 車站周邊
- 五十公野村落
- 新發田市立五十公野小學（日语：新発田市立五十公野小学校）
- 新發田市立東中學（日语：新発田市立東中学校）
- 舊縣知事公舍紀念館（日语：旧県知事公舎記念館）
- 五十公野御茶屋（日语：五十公野御茶屋）

## 相鄰車站
日本國有鐵道
赤谷線
新發田－東中學校臨時乘降場－五十公野

## 注腳
1. 1 2 3 4  石野哲（編）. . JTB. 1998: 566. ISBN 978-4-533-02980-6 （日语）.
2. ↑  昭和48年3月31日新潟日報下越版